# 미니의 19금 일기
《미니의 19금 일기》(영어: The Diary of a Teenage Girl)는 미국에서 제작된 마리엘 헬러 감독의 2015년 코미디 드라마 영화이다. 벨 파울리 등이 출연하였다.

## 줄거리
1976년 샌프란시스코. 만화가를 꿈꾸는 15살 미니는 성에 눈을 뜨면서 엄마 샬럿의 남자친구 먼로를 시작으로 다양한 성관계를 경험하며 이를 육성으로 기록하는 일기를 녹음해나간다.

## 출연
- 벨 파울리 - 미니 게츠 역
- 크리스틴 위그 - 샬럿 워딩턴 역
- 알렉산데르 스카르스고르드 - 먼로 러더퍼드 역
- 크리스토퍼 멀로니 - 패스칼 매코킬 역
- 오스틴 라이언 - 리키 와서먼 역
- 매들린 워터스 - 키미 민터 역
- 마르가리타 레비예바 - 태버사 역
- 스티븐 위그

## 기타 제작진
- 공동 제작·라인 제작: 데비 브루베이커